# Крижевачка епархија
Крижевачка гркокатоличка епархија (лат. Eparchia Crisiensis) је источнокатоличка, односно гркокатоличка (лат. Graeci Ritus) епархија, која је од 2003. године сведена на подручје Хрватске, Словеније и Босне и Херцеговине. Настала је 1777. године, након реорганизације дотадашњих гркокатоличких установа на подручју Хрватске и Славоније. Литургија се служи по византијском обреду, на цркевнословенском језику. Седиште епархије се налази у Крижевцима (Хрватска), а почевши од 2020. године на челу епархије налази се бискуп Милан Стипић.
Крижевачка епархија је саставни део Католичке цркве, а заједно са суседном Крстурском гркокатоличком епархијом припада посебној (лат. sui iuris) гркокатоличкој цркви која такође носи крижевачку одредницу (итал. Chiesa dei Bizantini dell'Eparchia di Križevci), али се колоквијално назива Гркокатоличком црквом у Хрватској и Србији. Пошто та црква нема свог гркокатоличког митрополита, Крижевачка епархија још увек припада црквеној покрајини (митрополији) којој се на челу налази римокатолички загребачки надбискуп.

## Историја
Током 17. и 18. века, на подручјима под хабзбуршком влашћу у тадашњој Хрватској и Славонији установљен је посебан начин управе над локалним гркокатолицима, односно покатоличеним Србима са подручја Марчанске епархије. Локални гркокатолички бискупи нису имали пуну епархијску власт, већ су по разним основама зависили од римокатоличких загребачких бискупа. Ради решавања тог питања, папа Пије VI је булом Charitas illa од 17. јуна 1777. године установио пуноправну гркокатоличку епархију са седиштем у Крижевцима, ставивши је под јурисдикцију римокатоличког острогонског надбискупа.
Након стварања Загребачке надбискупије (1852), Крижевачка епархија је прешла под јурисдикцију загребачке црквене покрајине (митрополије), у чијем се саставу и данас налази. У међувремену, гркокатолички кругови у Аустријској царевини (1804—1867) и Аустроугарској монархији (1867—1918) су у неколико наврата разматрали иницијативу да се словенске гркокатоличке епархије у угарском делу монархије (крижевачка, прешовска, мукачевска) ослободе од управне потчињености локалним римокатоличким надбискупима, путем стварања обједињене гркокатоличке митрополије, али државне и црквене власти нису подржале такву идеју.
Након стварања Краљевине Срба, Хрвата и Словенаца (1918), јурисдикција Крижевачке епархије је проширена на све гркокатолике у границама новостворене државе.
За време Другог светског рата (1941—1945), управа Крижевачке гркокатоличке епархије активно је саучествовала у принудном и насилном покатоличавању православних Срба, које је спровођено на целокупном подручју Независне Државе Хрватске. У томе се посебно истакао клерофашиста Јанко Шимрак, гркокатолички крижевачки администратор (1941) и бискуп (1942), који је почевши од 1941. године, заједно са загребачким надбискупом Алојзијем Степинцем учествовао у раду посебног одбора за спровођење покатоличавања.
Од 1966, седиште епархије налази се у Загребу, где је и гркокатоличко семениште, које је изграђено 1681. године. Године 1990, Крижевачка епархија је бројала око 50.000 верника и 52 парохије.

## Савремено стање
Све до 2001. године, Крижевачка епархија је обухватала гркокатолике на целокупном подручју бивше Југославије и свих њених држава наследница: Хрватске, Словеније, Босне и Херцеговине, Србије, Црне Горе и Македоније). Окупљала је гркокатоличке Хрвате у централној и источној Хрватској, гркокатоличке Русине и Украјинце у источној Хрватској, северној Босни и северној Србији, гркокатоличке Македонце у Македонији, као и мањи број гркокатоличких Срба, Словенаца и припадника других народа у бившој Југославији.
Након стварања независних држава на простору бивше Југославије, покренут је поступак за преуређење односа на подручју још увек јединствене Крижевачке епархије. Прво је 2001. године створен Гркокатолички апостолски егзархат у Македонији, који је у потпуности раздвојен од Крижевачке епархије и потчињен непосредно Ватикану.
Потом је 2003. године за гркокатолике у Србији и Црној Гори створен посебан Гркокатолички апостолски егзархат у Србији и Црној Гори, који је задржао везу са Крижевачком епархијом. Услед ових промена, непосредни опсег Крижевачке епархије је био сведен на подручја Хрватске, Словеније и Босне и Херцеговине.
До нових промена је дошло 2013. године. Тада су гркокатолици у Црној Гори изузети испод належности Гркокатоличког апостолског егзархата у Србији и Црној Гори и непосредно потчињени римокатоличким бискупима у Црној Гори, чиме је надлежност поменутог егзархата сведена само на Србију, а самим тим је и Крижевачка епархија изгубила везу са гркокатолицима у Црној Гори, али је задржала везу са преуређеним Гркокатоличким апостолским егзархатом у Србији.
Крижевачка епархија и Крстурска епархија у Србији, која је створена 2018. године уздизањем егзархата на степен епархије, данас чине Гркокатоличку цркву у Хрватској и Србији која литургију обавља на словенском обреду и користи црквенословенски језик и ћирилицу.
Крижевачка епархија данас има око 22.500 верника у 32 парохије, од њих око 16.500 у Хрватској у 22 парохије. Гркокатолике у Хрватској чине око 7.830 Русина, 6.294 Хрвата и 2.295 Украјинаца. У Словенији броје се око 1.298 верника крижевачке епархије, у Босни и Херцеговини око 4.776 верника.